# Selți, Plovdiv
Selți (în bulgară Селци) este un sat în comuna Sadovo, regiunea Plovdiv,  Bulgaria. 

## Demografie
Componența etnică a satului Selți
     Bulgari (88,02%)
     Romi (10,77%)
     Nicio identificare (1,19%)
     Altele (0%)
La recensământul din 2011, populația satului Selți era de 501 locuitori. Din punct de vedere etnic, majoritatea locuitorilor (88,02%) erau bulgari, cu o minoritate de romi (10,77%). Pentru 1,19% din locuitori nu este cunoscută apartenența etnică.